# Mammoth (Lied)
Mammoth (englisch für ‚Mammut‘) ist ein Lied des griechisch-belgischen DJ-Duos Dimitri Vegas & Like Mike in Zusammenarbeit mit dem deutschen DJ und Produzenten Moguai. Das Instrumentalstück erschien erstmals am 4. März 2013 als Single im Musikportal Beatport. Es ist in den Bereich des Progressive-House sowie in das Electro-House-Subgenre Big-Room einzuordnen. Ein Re-Release erschien im Sommer 2014 als Vocal-Version in Zusammenarbeit mit dem britischen Singer-Songwriter Julian Perretta.

## Hintergrund

### Entstehung & Release
Mammoth wurde von den Brüdern Dimitri und Michael Thivaios (Dimitri Vegas & Like Mike) gemeinsam mit André Tegeler (Moguai) selbst geschrieben. Unterstützung lieferte das deutsche Produzenten-Trio Junkx (bestehend aus: Dennis Bierbrodt, Jürgen Dohr und Guido Kramer), die zuvor unter anderem für Künstler wie die Warp Brothers oder The Disco Boys als Autoren aktiv waren. Wie bereits bei früheren Veröffentlichungen wirkte auch das niederländische Plattenlabel Spinnin’ Records mit, über welches die Single letztlich veröffentlicht wurde.
Like Mike erzählte in einem Interview mit RTL II, dass das Intro bereits produziert wurde und anders als bei sonstigen Aufnahmen hierauf nicht ein Break, sondern direkt der Drop folgen sollte. Jedoch existierte noch keine Melodie für diesen. Weiterhin erzählte er, dass die Idee für den Drop, wie oft bei ihm, in der Dusche kam. Als die Melodie in seinem Kopf spielte, stoppte er das Wasser und ging direkt ins Studio und notierte diese. Erstmals gespielt wurde das Lied beim belgischen Musikfestival Tomorrowland 2012. Das Endergebnis wurde letztlich im Tomorrowland 2012 Aftermovie, dessen Soundtrack von Dimitri Vegas & Like Mike selber produziert wurde, bekanntgegeben.
Zunächst wurde kein fixer Tag zur Veröffentlichung der Single bekanntgegeben, der Titel wurde lediglich mit der Ankündigung „Coming Soon“ (englisch für ‚Demnächst‘) versehen. Im Januar 2013 gab das Duo letztlich bekannt, dass die Veröffentlichung für den 4. März 2013 vorgesehen war. Der Termin wurde eingehalten und der Lied war ab diesen Tag auf Beatport zu finden. Die Veröffentlichung in Musikportalen wie zum Beispiel iTunes war von den Ländern und unterstützenden Plattenlabeln abhängig. In Deutschland und Mexiko kam das Lied im Juni 2013 heraus. In ihrer Heimat Belgien erfolgte die Veröffentlichung gar erst im August des Jahres 2014, parallel mit der „Vocal-Version“ Body Talk (Mammoth) und in den Vereinigten Staaten wurde der 10. Februar 2015 als Tag der Veröffentlichung ausgewählt. Auch die Single-Cover unterscheiden sich von Land zu Land und von Plattenlabel zu Plattenlabel.
Mammoth beginnt mit einem Intro, das aus einem einfachen Kick besteht. Nach 1:15 Minuten setzt der Drop nach einigen Elementen einer Bridge ein. Bei Minute zwei endet der Drop und es folgt eine Bridge zum ersten Break des Liedes. Bei 2:22 ist neben der Melodie eine Art Rauschen in Kombination mit unterschiedlichen Soundelementen zu hören. Der Leadsound drängt sich derweil langsam und verzerrt mitsamt einem Kick in den Vordergrund. Nun ertönt eine weitere Bridge, welche aus einem sich wiederholenden Teilstück der Melodie besteht. Der zweite Drop setzt bei 3:15 ein. Dieser wiederholt sich viermal, nur im Kick verändernd, bis ein Outro einsetzt, das die Länge des Intros enthält.

### Promotion
Sein Debüt feierte das Stück beim Tomorrowland 2012, wo es von Dimitri Vegas & Like Mike am 28. Juli 2012 selber gespielt wurde. Zwei Monate später wurde es im Tomorrowland 2012 Aftermovie verwendet und erhielt dort als Mash-Up mit dem Lied Midnight City der französischen EDM-Band M83 starke Aufmerksamkeit. Da sich diese Lieder sehr ähneln und gut zusammen agieren, wird in ausgewählten Quellen fälschlicherweise davon ausgegangen, dass Mammoth eine offizielle Cover-Version von Midnight City wäre. Am 7. Oktober 2012 spielte Moguai das Lied erstmals beim Sunburn Festival in Indien. Zwischen Ende des Jahres 2012 und Anfang des Jahres 2013 wurden auch andere DJs auf das Lied aufmerksam und verwendeten dieses in ihren Sets und Podcastfolgen. Support erhielten sie somit von unter anderem Avicii, David Guetta oder Martin Garrix. Die offizielle Vollversion war am 11. Januar 2013 in Hardwells „Hardwell-On-Air“-Podcast-Folge #98 zu finden. Die Studioversion erhielt dort positive Resonanz und es entstanden zahlreiche Gerüchte um eine baldige Veröffentlichung. Neben der Bekanntgabe erschienen im Gegensatz zu ihren anderen Singles jedoch keine weiteren PR-Aktionen. Ein offizielles Musikvideo erschien trotz langer Erwartungen von Seiten der Fans nicht. Als Grund lässt sich die spätere Veröffentlichung der Body-Talk-Vocal-Version nennen.

## Rezeption

### Kritik
Bereits beim Tomorrowland 2012 erhielt Mammoth beinahe ausschließlich positive Resonanz. Auch der Kritiker Matthew Grimalda der Musikseite „Mixjunkies“ lobte das Lied und schrieb:

„Sie wollen sehen, was passiert, wenn 2 verrückt Belgier mit einem genauso verrückt Deutschen ein Team bilden? Sie erhalten etwas riesiges, wie ein "Mammut"! Mit dieser erstaunlichen Kombination aus kräftigen Bässen, verzerrten Synths und massiven Breakdowns wäre nicht Vorstellbar, dass dies kein garantierte Nummer-eins-Hit sein sollte. Sie werden bei jedem großen Festival, das dieses Jahr ansteht, sehen, wie alle ihre Hände in die Luft heben und zu diesem Lied feiern werden, deshalb sollten Sie sich Ihre Kopie von "Mammoth", welches über Spinnin Records erschienen ist, sichern.“

### Kommerzieller Erfolg
In den Beatport-Top-100 erreichte Mammoth nach nur einem Tag die Top 10 und stieg nach wenigen weiteren Tagen bis auf Platz eins, wo der Track über einen Monat verweilte. Auch in Deutschland konnte Mammoth eine Chartplatzierung erlangen. Hilfestellung leistete dabei das deutsche Plattenlabel „Kontor Records“, dass das Lied auf ihrer Kompilation Kontor Top of the Clubs Vol. 59 unterbrachte. In den deutschen iTunes-Charts rückte Mammoth bereits kurz nach Release bis auf Platz 62 vorrücken und sich insgesamt wie auch in den Single-Charts drei Wochen in den Top 100 halten konnte. Auch in Frankreich erreichte das Duo die offiziellen Single-Charts. In den Niederlanden rückten sie ebenfalls bis auf Platz 89 vor, wobei es sich hierbei um die inoffiziellen Top 100 handelt. Jedoch wurde in keinem anderen Land eine Platzierung erreicht. Grund dafür ist unter anderem die teilweise stark verzögerte Veröffentlichung des Liedes.
| ChartsChartplatzierungen | Höchstplatzierung | Wochen |
| ------------------------ | ----------------- | ------ |
| Deutschland (GfK)        | 90 (3 Wo.)        | 3      |

## Body Talk (Mammoth)

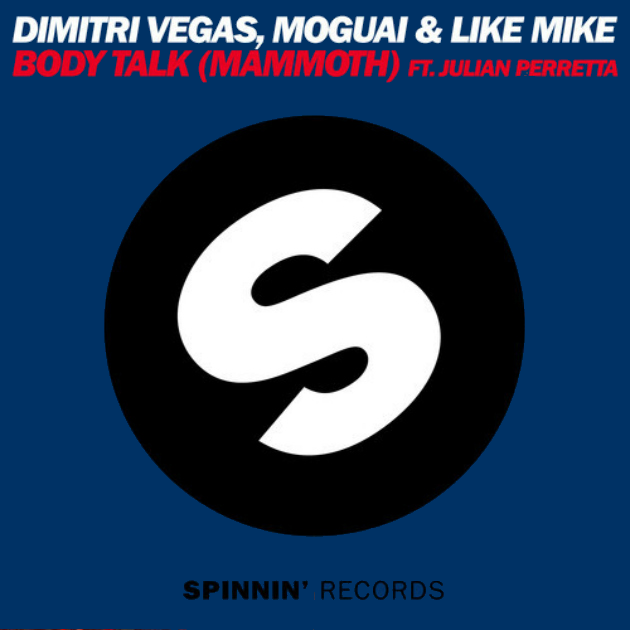
Single Cover der Body Talk-Vocal-Version

Body Talk (Mammoth) (englisch für ‚Körpersprache (Mammut)‘) ist der Titel der „Vocal-Version“ des Liedes. Hierbei wurde eine Gesangsspur über die Instrumentalversion gelegt, wobei der Ablauf des Instrumentals dem Gesang angepasst wurde. Gesungen wurde diese Version vom britischen Singer-Songwriter Julian Perretta. Die Erstveröffentlichung erfolgte am 4. August 2014.
Neben der Neuaufnahme mit Dimitri Vegas & Like Mike, produzierte Perretta auch eine „Solo-Version“. Diese lud er am 4. November 2016 auf seinem offiziellen YouTube-Kanal hoch. Ursprünglich sollte sie am 17. November 2014 über Universal Music erscheinen, doch die Veröffentlichung wurde aus unbekannten Gründen annulliert.

### Hintergrund & Aufbau
Am 18. Juli 2014 wurde die Vocal-Version erstmals von Dimitri Vegas & Like Mike gespielt. Dies war, wie auch Mammoth beim Tomorrowland 2014. Obwohl die Musikplattform Beatport die Lieder meist als erstes anbietet, erschien dieser Track am 4. August 2014 erstmals im belgischen iTunes-Store, parallel mit der stark verspäteten „Instrumental-Version“. Beatport bot Body Talk (Mammoth) offiziell erst ab dem 1. September 2014 an. Bis Januar 2015 erschien die Single nach und nach in den anderen Ländern.
Der Text besteht aus einer Reihe von Bitten und Schwärmerei, die Perretta an eine nicht genannte Person richtet. Des Weiteren ist er gefüllt von Wunschdenken, bei dem es jedoch offen ist, ob er seine Ziele erreicht. Er singt den Text in einer überwiegend normalen, leicht mysteriösen Stimmung. Dadurch, dass das Instrumental selbst in eine ganz eigene Atmosphäre ausweist und nicht dem einer Ballade, „Gute-Laune-Song“ oder ähnlichem entspricht, lassen sich übertriebene, tiefgründige Gefühle und Stimmungen ausschließen. Dennoch sind die Gesänge eindringlich und beschreiben klare Überzeugung von der Person, an die das Lied gerichtet ist.
Body Talk (Mammoth) ist in zwei Teile gegliedert. Diese sind abhängig vom Instrumental, welches jeweils aus einem Break, einer Bridge und einem Drop besteht. Die zehn Strophen sind auf diese beiden Teile aufgeteilt. Man kann beinahe alle Strophen in vier Verse aufteilen, die beiden einzigen Ausnahmen stellt einmal der erste Refrain dar, da dieser einmal wiederholt wird und drei, während des Drops wiederholte Textzeilen. Das gesamte Lied weist einen Jambus auf und entspricht einem Viervierteltakt. Der Track beginnt mit der ersten Strophe, worauf die Zweite folgt. Der erste Refrain ist parallel zu einem kurzen Stück zwischen Hauptmelodie und Bridge zu finden. Während der Bridge folgt der zweite Refrain. Auf den letzten Vers des Refrains „Let me make your body talk“ setzt der Drop ein. Das ganze Schema wiederholt sich während der zweiten Hälfte des Liedes.

### Musikvideo
Das offizielle Musikvideo wurde am 4. August 2014 parallel zur Veröffentlichung der Single von Dimitri Vegas & Like Mike hochgeladen. Es ist 3:54 Minuten lang und ein One Shot. Es wurde innerhalb eines Jahres über zehn Millionen Mal aufgerufen.

### Rezeption

#### Kritik
Body Talk (Mammoth) erhielt positives Feedback. Insbesondere Perretta wurde für seine Stimme gelobt. Ähnlich erging es dem Text, der für seinen Hintergrund und seine starke Bildlichkeit viel Aufmerksamkeit erhielt. Auch Kritiker Patrick Butz, der Musikseite Dance-Charts konnte sich gut mit der Vocal-Edit anfreunden und schrieb:

„Zwar hat man sich hier nicht die Mühe gemacht und den gesamten Track umgestaltet, aber die Vocals sind tatsächlich ziemlich gut. Julian Perretta hat eine großartige Stimme, die hier besonders gut zur Geltung kommt. Außerdem ist der Text ziemlich gut geschrieben und macht Spaß zu hören. Natürlich ist die Nummer nicht unbedingt für DJs gedacht. Diese werden wohl eh die originale Edit von „Mammoth“ spielen. Dieser Track ist klar für normale Hörer gedacht, die mit guten Vocals etwas anfangen können. Ob sie einem nun gefallen oder nicht hängt stark vom individuellen Geschmack ab […] Es gibt definitiv schlechtere Vocal-Edits. Wer das Original kennt und damals gemocht hat, der wird diese neue Vocal-Edit sicherlich zu schätzen wissen.“

#### Kommerzieller Erfolg
Die „Vocal-Edit“ konnte an den Erfolg des Originals anschließen und erreichte ebenfalls die Singlecharts mehrerer Länder. Zwar konnten sie den Erfolg in Deutschland nicht toppen, jedoch stieg die Single in Frankreich weitaus höher ein, als das Instrumental. Dort erreichte sie mit Position 106 ihre höchste Notierung. Auch in Bulgarien erreichten Body Talk (Mammoth) die offiziellen Single-Charts und verweilte dort drei Wochen in den Top 40 mit einer Höchstposition von Platz 33. Aufgrund der parallelen Veröffentlichung zum Instrumental, agierte die „Vocal-Edit“ nicht als Neuauflage und erreichte direkt einen Einstieg auf Platz zwei in Flandern, wo die Single 13 Wochen in den Charts zu finden war. In Wallonien stieg sie bis auf Platz 25 und stand neun Wochen in den Hitlisten.
| ChartsChartplatzierungen | Höchstplatzierung | Wochen |
| ------------------------ | ----------------- | ------ |
| Flandern (Ultratop)      | 2 (13 Wo.)        | 13     |
| Wallonie (Ultratop)      | 25 (9 Wo.)        | 9      |

## Versionen und Remixe
Zu beiden Titeln erschienen eine Reihe an Remixen und Bootlegs. Zum einen offizielle, zum anderen auch inoffizielle. Oftmals wurde das Stück komplett umgewandelt und basiert auf neuen Genres. Heraussticht insbesondere der Hardstyle-Remix von Coone und der von Carnage, welcher in den Bereich des Traps einzuordnen ist. Eine hohe Anzahl von Remixen, darunter von Blasterjaxx und Mercer, blieben bislang unveröffentlicht, werden dennoch auf vielen Festivals und in zahlreichen Podcastfolgen gespielt. Das britische DJ-Duo Macrosound überarbeiteten das Lied im Januar 2013 und schenkten ihm erstmals Gesänge. Zur offiziellen „Vocal-Edit“ erschien lediglich ein Drum & Bass Remix von S.P.Y.
Ferner erschien mit Arcade Mammoth im Jahr 2018 eine neue Version, an welcher neben Dimitri Vegas and Like Mike und Moguai auch W&W mitwirkten. Das dazugehörige Musikvideo ist weitestgehend geprägt durch Aufnahmen von mehreren EDM-Festivals, welche sich ca. im 10- bis 15-Sekunden-Takt abwechseln.
| #                          | Version / Remix                     | Länge |
| -------------------------- | ----------------------------------- | ----- |
| Mammoth                    |                                     |       |
| 1.                         | Radio Edit                          | 2:40  |
| 2.                         | Original Mix                        | 5:32  |
| 3.                         | Boostedkids Remix                   | 4:36  |
| 4.                         | Coone Remix                         | 4:41  |
| 5.                         | Blasterjaxx Remix                   | 3:50  |
| 6.                         | Acoustic Mix                        | 1:43  |
| 7.                         | Carnage vs. Heroes & Villains Remix | 4:35  |
| 8.                         | Mystique Remix                      | 4:20  |
| 9.                         | Aleksi Trap Remix                   | 4:21  |
| 10.                        | Mercer Flashbang Edit               | 3:30  |
| 11.                        | Macrosound Vocal Mix                | 6:03  |
| Body Talk (Mammoth)        |                                     |       |
| 12.                        | Radio Edit                          | 3:27  |
| 13.                        | Extended Mix                        | 4:50  |
| 14.                        | S.P.Y Remix                         | 5:00  |
| *Noch nicht veröffentlicht |                                     |       |